# Záchlumí (Plzeň)
Záchlumí è un comune della Repubblica Ceca facente parte del distretto di Tachov, nella regione di Plzeň.